# کلبورن
کِلِبُورن (Celeborn) نام یک شخصیت خیالی سرزمین میانی در داستان‌های جی. آر. آر. تالکین است. او یک الف و شوهر گالادریل است که در داستان ارباب حلقه‌ها به عنوان فرمانروای مشترک لوتلورین در کنار گالادریل حضور دارد. کلبورن پدر همسر الروند و پدربزرگ آرون نیز می‌باشد.
واژهٔ کلبورن در زبان سینداری به معنی درخت نقره‌ای (بلند) است. کلبورن با نام‌های فرمانروای جنگل و فرمانروای لوتلورین نیز مشهور است. اما گالادریل به او کلبورن عاقل می‌گوید.
همچنین کلبورن نام درخت سپیدی که در تول ارسئا رشد می‌کند نیز هست. دانهٔ این درخت را یاوانا آفرید و گالاتیلیون آن را کاشت. کلبورن نام اجداد درختان سپید نومنور و گاندور است.